# 毛节兔唇花
毛节兔唇花（学名：Lagochilus lanatonodus）为唇形科兔唇花属下的一个种。

## 扩展阅读
- 維基物種上的相關：毛节兔唇花